# 아슈르
아슈르(아카드어: )는 메소포타미아 신화에 등장하는 태양신이다. 본래 기원전 3000년 중반부터 고대 아시리아의 수도였던 아수르가 신격화되며 형성된 신으로, 이후 아시리아의 수호신인 동시에 최고신이 되었다. 바빌로니아의 마르두크와 동등한 신격을 지녔다.